# روان تيكسيرا سيلفا
روان تيكسيرا سيلفا (7 يناير 1991 في البرازيل – )؛ هو لاعب كرة قدم كان يلعب كلاعب وسط.

## وصلات خارجية
- روان تيكسيرا سيلفا على موقع رابطة كرة القدم اليابانية للمحترفين (اليابانية)
- روان تيكسيرا سيلفا على موقع Soccerway.com (الإنجليزية)